# EA Sports FC Mobile 24
EA SPORTS FC Mobile (tiền thân là FIFA Mobile), ngắn gọn hơn là FC Mobile, là một trò chơi mô phỏng bóng đá được phát triển bởi EA Mobile và EA Canada được phát hành bởi EA Sports cho iOS và Android. Đây là bản cập nhật mới nhất vào năm 2023, chính thức được đổi tên sau khi hợp đồng giữa EA Sports và FIFA kết thúc. Trò chơi đã được phát hành vào ngày 26 tháng 9 năm 2023, cho iOS, Android, và Microsoft Windows.

## Các chế độ chơi
Đồ họa của trò chơi được đánh giá khá cao. Các cách điều khiển như sút, rê bóng chuyền đều rất dễ dàng. Chỉ số của đội được gọi là OVR (viết tắt của từ Overall). EA Sports có các chế độ chơi sau:
- League: Tại chế độ này người chơi có thể đối đầu với các đội bóng khác nhau của các HLV khác nhau trên thế giới; hoặc giữa các League với nhau và nhận về những phần quà.
- VS Attack (VSA): Người chơi sẽ đấu bằng những tình huống tấn công với đối thủ của mình. Lần lượt từng tình huống một. Nếu OVR của người chơi càng cao thì sẽ có càng nhiều cơ hội tốt (Great Chance). Đôi khi người chơi sẽ gặp những đợt phản công (Counter Attack).
- Head to Head (H2H): Người chơi sẽ thi đấu trong 90 phút (trong game) với đối thủ. 
- Manager Mode: Người chơi sẽ thật sự trở thành huấn luyện viên, chỉnh sửa cách chơi đội bóng thông qua các Chiến thuật khác nhau (Tactic). Trong chế độ này người chơi phụ thuộc nhiều vào tính suy đoán để đưa ra chiến thuật hợp lý cùng chất lượng cầu thủ.
- Live Events: EA SPORTS FC Mobile có rất nhiều sự kiện khác nhau theo thời gian thật. Qua mỗi sự kiện, người chơi có thể nhận được các cầu thủ tốt để có OVR cao hơn.
- Challenge Mode: Trò chơi theo từng ngày sẽ mở ra các sự kiện khác nhau. Truy cập vào bất cứ phần nào để tham gia chinh phục các trận đấu H2H, Skill Challenge hay PVE Match để vượt qua vòng. Tùy mỗi phần mà người chơi tham gia sẽ có yêu cầu về phí tham gia hay phần thưởng khác nhau.

## Các tính năng khác của trò chơi

Màn hình giao diện Locker Room của EA SPORTS FC Mobile.

- Market: Người chơi sẽ mua về hoặc là đấu giá hoặc bán cầu thủ trong Market. Tuy nhiên, người chơi sẽ không bán được những thẻ có gắn mác Untradeable. (thường là các thẻ cầu thủ được nhận miễn phí từ các sự kiện hoặc quà tặng của NPH).
- Exchange: Trong các sự kiện được diễn ra trong trò chơi, người chơi được phép trao đổi một cầu thủ ngẫu nhiên trong phần đã chọn bằng những cầu thủ có sẵn trong kho. Ví dụ như đổi một cầu thủ bất kỳ có OVR cao hơn bằng một hay nhiều cầu thủ có OVR thấp hơn,...
Từ phiên bản cập nhật năm 2023, một số tính năng mới được thêm vào có thể kể tới như:
- Locker Room: cho phép người chơi tùy chỉnh câu lạc bộ của mình giống như một phòng thay đồ thật sự, cụ thể như:
+ Ball:  Người chơi được phép tùy chỉnh loại bóng được sử dụng trong trận đấu.
+ Appearance: Người chơi được phép tùy chỉnh ngoạị hình của các cầu thủ khi bước vào trận đấu (áo dài tay, tất ngắn hay dài, ...).
+ Number: Người chơi được phép tùy chỉnh số áo của cầu thủ.
+ User logo: Tùy chỉnh logo của người chơi (có thể là logo của các sự kiện hay logo của đội bóng có trong game - Crest)
+ Emotes: Tùy chỉnh cảm xúc của người chơi trong trận đấu.
+ Kit: Tùy chỉnh bộ áo đấu của câu lạc bộ của người chơi.
1. ↑  "FIFA 17 MOBILE - Official Gameplay + New Features...etc". ZAN OMG. YouTube. ngày 16 tháng 8 năm 2016. Truy cập ngày 11 tháng 1 năm 2018.
2. ↑  . easports.com https://www.ea.com/games/ea-sports-fc/fc-mobile. Truy cập ngày 11 tháng 1 năm 2018. {{Chú thích web}}: |title= trống hay bị thiếu (trợ giúp)